# Đường tỉnh 243
Đường tỉnh 243 hay tỉnh lộ 243, viết tắt ĐT243 hay TL243, là đường tỉnh ở huyện Hữu Lũng và Bắc Sơn, tỉnh Lạng Sơn, Việt Nam.

## Tuyến đường
Đường tỉnh 243 bắt đầu từ ngã ba Ba Nàng trên quốc lộ 1A. 21°32′33″B 106°22′32″Đ / 21,542556°B 106,375433°Đ
Đường đi hướng bắc, trong đó Đèo Mã Phiếu ở Km2, còn Đèo Bụt ở Km14.
Đường tỉnh 243 nối vào Đường tỉnh 241 ở ngã ba Mỏ Nhài xã Hưng Vũ huyện Bắc Sơn, Lạng Sơn. Làng Mỏ Nhài là nơi có "Khu di tích đồn Mỏ Nhài" liên quan đến Khởi nghĩa Bắc Sơn năm 1940.
21°50′15″B 106°20′59″Đ / 21,837608°B 106,349691°Đ
Đường tỉnh 243 là đường mới nâng cấp từ đường liên huyện, mở xuyên qua vùng núi đá vôi, nên rất hiểm trở và có ẩn chứa nhiều nguy cơ đá lở hố sụt, thậm chí ngập lụt cục bộ .